# 脅迫状
脅迫状（きょうはくじょう、英: blackmail）は、ある人物・団体に対して遂行義務のない一方的な要求を突きつけると共に、文面に書かれている要求が実現されない場合に反社会的な行動によって報復・ないしは破壊的行為を以て臨む事を知らせる文書の俗称。なお、ここでは文書以外の例も記す。英訳のblackmailは、抽象名詞として恐喝行為自体も意味する。
→犯行予告（実行に際しての要求条件の有無は問わない）・犯行声明（実際に危害・犯行が遂行された後に発表される）も参照のこと。

## 目的
脅迫状を送る側は匿名または偽名（「架空の人名」または「実在の他人」）を名乗る例が一般的であり、本名（あるいは顕名）を名乗るなどまずありえない。まれにではあるが、所在は分からないものの特定の団体名を名乗ることもある。
脅迫状を送る目的としては、たとえば誘拐事件や恐喝における金銭の要求金額と受け渡し場所や日時の指定、特定の会合・雑誌の連載作品・番組放送・スポーツの試合・コンサートなどに対する中止要求、あるいは不特定または特定の建造物の爆破予告・人員の殺傷予告などと、さまざまである。中には封書に刃物（剃刀・あるいはカッターナイフの替刃）などを同封している脅迫状もあるため、差出人が不明な文書の開封は素手では行なわないことが望ましい。

## 手段
「状」とある以上、本来は文書（手紙・あるいはハガキ）に書いて送りつけるものであるが、最近では電話（携帯電話含む）や電子掲示板・電子メールなどを使ったものもある（このこともあってか、最近は、報道において、『脅迫状』ではなく、『脅迫文』という表現になっていることも多い）。

## 分析
脅迫状は、差出人の意思を伝える手段であると同時に、差出人の社会的背景を反映する重要な証拠が詰まっている物証ともなる。多くの場合、脅迫状を分析・解析することで、差出人の身元を割り出す事が可能である。
手紙などを使う場合は、筆跡・および文体・文字の配置などが問題となる。書かれた文字は、年齢や性別や体格などによって個体差や一定の傾向があるため（＝書き癖）、これを分析することである程度の個人特定ができる（＝筆跡鑑定）。また、文体や使われる漢字・語彙に関しても、個人ごとに特定の傾向や知能指数・職業経験の反映がみられることから、これらも個人を特定する大きな手がかりとなる。
筆跡から個人が早期に特定される事態を避けるため、印刷文化がある程度発展したのちには新聞や雑誌・書籍などの字を切り抜いて貼り付けていく方法や、西洋圏ではタイプライターを使う方法が広まった。日本でも20世紀後半には、和文タイプライターやワードプロセッサを使う例が多く見られる（『グリコ・森永事件』・『赤報隊事件』などが有名）。
また手紙を差し出す場合は、使われている文房具のインキ類や紙・紙に残された指紋・唾液や汗・差出元の区域の郵便局の消印といった要因も含まれるため、これらも個人を特定するための有力な手がかりとなる（ただし、手袋で指紋が付着しないようにしたり、自宅から離れた郵便局をランダムに選ぶなどで発信元を偽装することも可能であるため、完全なものにはなりえない）。
電話などの場合では、話者の音声の基本周波数やイントネーション・方言・口癖などの要因により、ある程度の性別・年齢・職業・居住地域などが推測できる点で、文書の送付に比べるとさらに容易に個人を特定されやすい。また、音声には声紋と呼ばれる特徴が含まれており、これを解析することで個人を特定する証拠となる（裁判でも『物証』の一つとして認定される）。
一方で、このような人物特定のための推測を困難にするための手段として、たとえばエフェクターのような音声変換機を介する方法もあるが、口癖や方言まで完全にカバーするには至らず、背後や周辺の物音をごまかすこともできない。
インターネットの普及後は電子掲示板や電子メールを使った脅迫方法も顕著である。メールの場合は「脅迫メール」とも呼ばれる。ただし電子メールの場合は、差し出し元のIPアドレス・リモートホスト・サーバ・メーラーの種別などがメールヘッダ部分に記録されていることから、完全な匿名環境での送信を実現するのは困難である。
また電子掲示板の場合は、特定の誰かを脅迫するというよりは『劇場型犯罪の予告』のために使われる例が大半である。いずれの例でも、各種捜査機関からの令状が出た段階で、サーバを管理する会社などはIPアドレスおよびリモートホストを特定するために必要な記録（ログ）などを提供する義務があるため、脅迫文を送った相手を特定することは原理的にはそれほど困難ではない。

## 処罰規定
脅迫状を送りつける行為に関しては、書かれている内容によって適用される法律が違ってくる。
日本の刑法の場合、脅迫罪（刑法222条）が成立すると判断された場合は2年以下の懲役・または30万円以下の罰金が、強要罪（刑法223条）が成立する場合は3年以下の懲役（こちらは未遂行為も処罰される）が課される。

## 参考
- 狭山事件での脅迫状 →狭山事件を参照。